# Cyathium

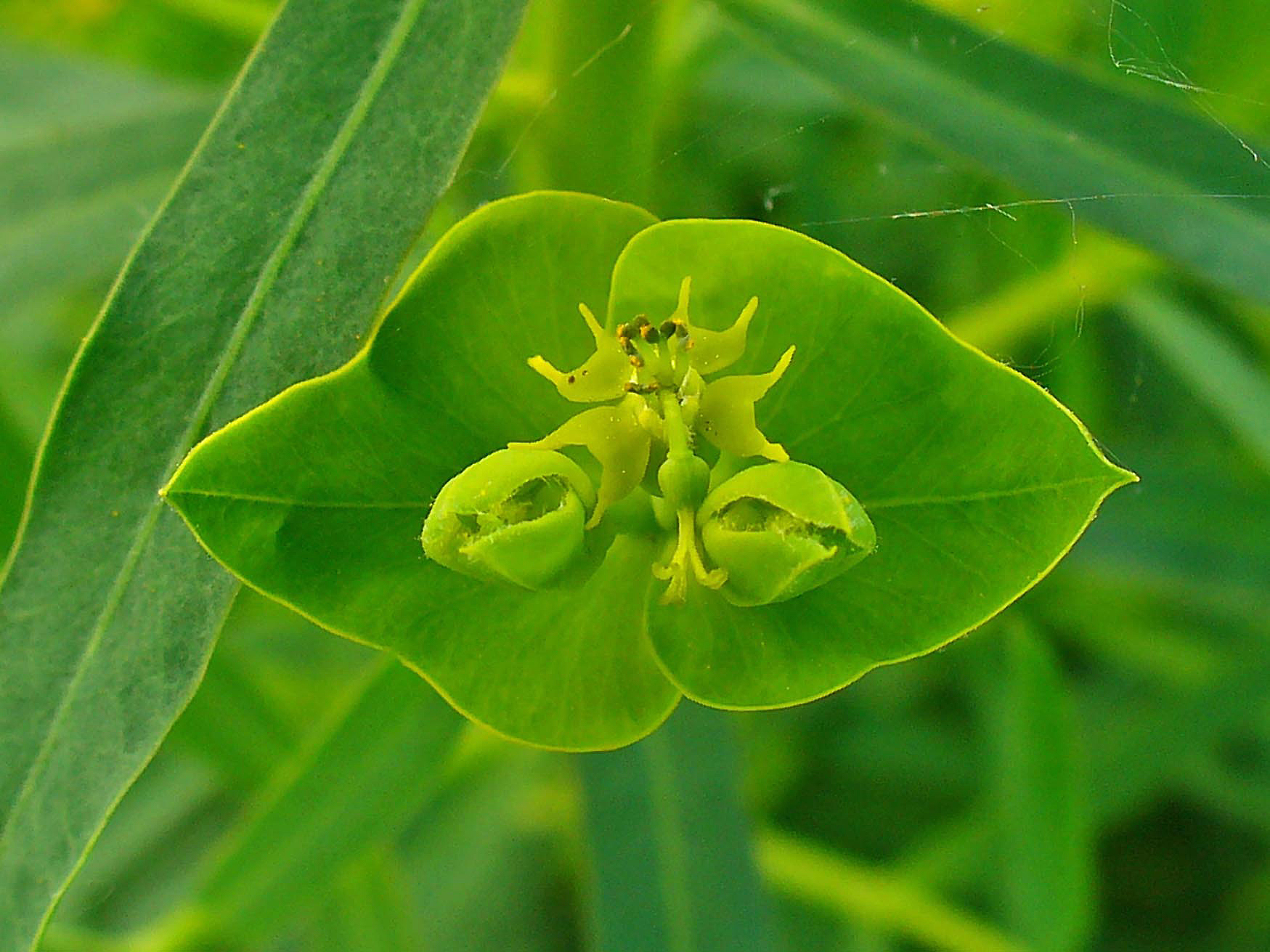
Cyathia pryšce obecného

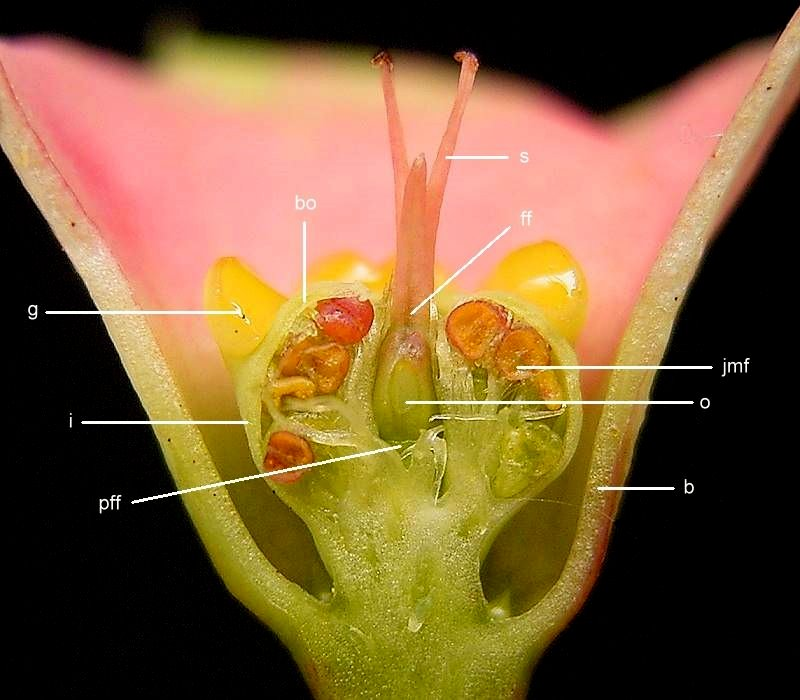
Cyathium:
b=listen, ff=stopka samičího květu, g=nektarium, i=listenec zákrovu, jmf= samčí květ, o=semeník, pff=stopka samičího květu, s=čnělka

Cyathium je drobné, pohárkovité, složené vrcholičnaté květenství, které se vyskytuje u rostlin čeledi pryšcovitých. Je tvořeno jedním samičím květem na stopce, kolem něhož roste obvykle pět samčích květů. Je obklopeno listenci.

## Popis
Samičí květ roste ze středu listenců na dlouhé stopce, obsahuje třemi plodolisty tvořený semeník se třemi vajíčky a čnělku s rozeklanou bliznou. Samičí květ je obklopen drobnými samčími květy, které vyrůstají u spodu listenců a každý má krátkou tyčinku s prašníkem. Generativní orgány samičího i samčích květů, které jsou bez okvětí, jsou společně kryty listenci. Střechovitě uspořádané listence jsou vespod srostlé a na horních vnitřních okrajích mají měsíčkovitá, eliptická či jiná, mnohdy pestře zbarvená nektaria, která mívají přívěsky.
Cyathia vyrůstají nejčastěji společně ve vrcholících, pouze někdy jednotlivě. Jsou podobně jako úbory považována za pseudanthia, tj. za květenství, která připomínají jediný květ. Tento vzhled podtrhují i další podpůrné listeny umístěné pod květenstvím. Plodem je kulovitá trojpouzdrá tobolka obsahující semena.

## Variabilita
Cyathium se vyskytuje u více než tisícovky druhů rostlin a bývá tvarově velmi variabilní.